# Vuelta a Burgos 2018
La Vuelta a Burgos 2018, quarantesima edizione della corsa e valevole come prova dell'UCI Europe Tour 2018 categoria 2.HC, si svolse in cinque tappe dal 7 all'11 agosto 2018 su un percorso di 775 km, con partenza da Burgos e arrivo a Lagunas de Neila, in Spagna. La vittoria fu appannaggio del colombiano Iván Sosa, il quale completò il percorso in 19h00'37", precedendo il connazionale Miguel Ángel López e lo spagnolo David de la Cruz.
Sul traguardo di Lagunas de Neila 94 ciclisti, su 104 partiti da Burgos, portarono a termine la competizione.

## Tappe
| Tappa  | Data      | Percorso                                 | km  | Vincitore di tappa | Leader cl. generale |
| ------ | --------- | ---------------------------------------- | --- | ------------------ | ------------------- |
| 1ª     | 7 agosto  | Burgos > Burgos/Alto del Castillo        | 157 | Francesco Gavazzi  | Francesco Gavazzi   |
| 2ª     | 8 agosto  | Belorado > Castrojeriz                   | 163 | Matteo Moschetti   | Jon Aberasturi      |
| 3ª     | 9 agosto  | Sedano > Picón Blanco                    | 149 | Miguel Ángel López | Miguel Ángel López  |
| 4ª     | 10 agosto | Monasterio San Pedro de Cardeña > Clunia | 165 | Carlos Barbero     | Miguel Ángel López  |
| 5ª     | 11 agosto | Salas de los Infantes > Lagunas de Neila | 141 | Iván Sosa          | Iván Sosa           |
| Totale | Totale    | Totale                                   | 775 |                    |                     |

## Squadre e corridori partecipanti
| N.    | Cod. | Squadra                         |
| ----- | ---- | ------------------------------- |
| 1-7   | MOV  | Movistar Team                   |
| 11-17 | SKY  | Team Sky                        |
| 21-27 | AST  | Astana Pro Team                 |
| 31-37 | DDD  | Team Dimension Data             |
| 41-47 | CJR  | Caja Rural-Seguros RGA          |
| 51-57 | DMP  | Delko Marseille Provence KTM    |
| 61-67 | FST  | Team Fortuneo-Samsic            |
| 71-77 | NIP  | Nippo-Vini Fantini-Europa Ovini |

| N.      | Cod. | Squadra                       |
| ------- | ---- | ----------------------------- |
| 81-87   | BBH  | Burgos-BH                     |
| 91-97   | EUS  | Euskadi Basque Country-Murias |
| 101-107 | TDE  | Direct Énergie                |
| 111-117 | ANS  | Androni Giocattoli-Sidermec   |
| 121-127 | WIL  | Wilier Triestina-Selle Italia |
| 131-137 | PLK  | Polartec Kometa               |
| 141-147 | EUK  | Team Euskadi                  |

## Dettagli delle tappe

### 1ª tappa
- 7 agosto: Burgos > Burgos/Alto del Castillo – 157 km

Risultati
| Pos. | Corridore         | Squadra    | Tempo    |
| ---- | ----------------- | ---------- | -------- |
| 1    | Francesco Gavazzi | Androni    | 3h48'30" |
| 2    | Pello Bilbao      | Astana     | s.t.     |
| 3    | Alex Aranburu     | Caja Rural | s.t.     |

| Pos. | Corridore         | Squadra    | Tempo    |
| ---- | ----------------- | ---------- | -------- |
| 1    | Francesco Gavazzi | Androni    | 3h48'30" |
| 2    | Pello Bilbao      | Astana     | s.t.     |
| 3    | Alex Aranburu     | Caja Rural | s.t.     |

### 2ª tappa
- 8 agosto: Belorado > Castrojeriz – 163 km

Risultati
| Pos. | Corridore        | Squadra  | Tempo    |
| ---- | ---------------- | -------- | -------- |
| 1    | Matteo Moschetti | Polartec | 3h50'04" |
| 2    | Jon Aberasturi   | Euskadi  | s.t.     |
| 3    | Davide Ballerini | Androni  | s.t.     |

| Pos. | Corridore          | Squadra | Tempo    |
| ---- | ------------------ | ------- | -------- |
| 1    | Jon Aberasturi     | Euskadi | 7h38'34" |
| 2    | Tao Geoghegan Hart | Sky     | s.t.     |
| 3    | Pello Bilbao       | Astana  | s.t.     |

### 3ª tappa
- 9 agosto: Sedano > Picón Blanco – 149 km

Risultati
| Pos. | Corridore          | Squadra | Tempo    |
| ---- | ------------------ | ------- | -------- |
| 1    | Miguel Ángel López | Astana  | 3h59'30" |
| 2    | Iván Sosa          | Androni | s.t.     |
| 3    | David de la Cruz   | Sky     | a 32"    |

| Pos. | Corridore          | Squadra   | Tempo     |
| ---- | ------------------ | --------- | --------- |
| 1    | Miguel Ángel López | Astana    | 11h38'14" |
| 2    | Iván Sosa          | Androni   | a 2"      |
| 3    | Merhawi Kudus      | Dimension | a 27"     |

### 4ª tappa
- 10 agosto: Monasterio San Pedro de Cardeña > Clunia – 165 km

Risultati
| Pos. | Corridore      | Squadra  | Tempo    |
| ---- | -------------- | -------- | -------- |
| 1    | Carlos Barbero | Movistar | 3h55'44" |
| 2    | Marco Tizza    | Nippo    | s.t.     |
| 3    | Nicola Bagioli | Nippo    | s.t.     |

| Pos. | Corridore          | Squadra   | Tempo     |
| ---- | ------------------ | --------- | --------- |
| 1    | Miguel Ángel López | Astana    | 15h33'58" |
| 2    | Iván Sosa          | Androni   | a 2"      |
| 3    | Merhawi Kudus      | Dimension | a 27"     |

### 5ª tappa
- 11 agosto: Salas de los Infantes > Lagunas de Neila – 141 km

Risultati
| Pos. | Corridore          | Squadra    | Tempo    |
| ---- | ------------------ | ---------- | -------- |
| 1    | Iván Sosa          | Androni    | 3h26'37" |
| 2    | Miguel Ángel López | Astana     | a 19"    |
| 3    | Sergio Pardilla    | Caja Rural | a 21"    |

| Pos. | Corridore          | Squadra | Tempo     |
| ---- | ------------------ | ------- | --------- |
| 1    | Iván Sosa          | Androni | 19h00'37" |
| 2    | Miguel Ángel López | Astana  | a 17"     |
| 3    | David de la Cruz   | Sky     | a 53"     |

## Evoluzione delle classifiche
| Tappa              | Vincitore          | Classifica generale Maglia viola | Classifica a punti Maglia verde | Classifica scalatori Maglia rossa | Classifica traguardi volanti Maglia blu | Classifica giovani Maglia bianca | Classifica a squadre   |
| ------------------ | ------------------ | -------------------------------- | ------------------------------- | --------------------------------- | --------------------------------------- | -------------------------------- | ---------------------- |
| 1ª                 | Francesco Gavazzi  | Francesco Gavazzi                | Francesco Gavazzi               | Pablo Torres                      | Pablo Torres                            | Iván Sosa                        | Caja Rural-Seguros RGA |
| 2ª                 | Matteo Moschetti   | Jon Aberasturi                   | Jon Aberasturi                  | Pablo Torres                      | Egoitz Fernández                        | Miguel Eduardo Flórez            | Caja Rural-Seguros RGA |
| 3ª                 | Miguel Ángel López | Miguel Ángel López               | Jon Aberasturi                  | Pablo Torres                      | Pablo Torres                            | Iván Sosa                        | Team Dimension Data    |
| 4ª                 | Carlos Barbero     | Miguel Ángel López               | Miguel Ángel López              | Pablo Torres                      | Pablo Torres                            | Iván Sosa                        | Team Dimension Data    |
| 5ª                 | Iván Sosa          | Iván Sosa                        | Miguel Ángel López              | Iván Sosa                         | Pablo Torres                            | Iván Sosa                        | Team Sky               |
| Classifiche finali | Classifiche finali | Iván Sosa                        | Miguel Ángel López              | Iván Sosa                         | Pablo Torres                            | Iván Sosa                        | Team Sky               |

## Classifiche finali

### Classifica generale - Maglia viola
| Pos. | Corridore          | Squadra    | Tempo     |
| ---- | ------------------ | ---------- | --------- |
| 1    | Iván Sosa          | Androni    | 19h00'37" |
| 2    | Miguel Ángel López | Astana     | a 17"     |
| 3    | David de la Cruz   | Sky        | a 53"     |
| 4    | Igor Antón         | Dimension  | a 1'04"   |
| 5    | Tao Geoghegan Hart | Sky        | a 1'25"   |
| 6    | Sergio Pardilla    | Caja Rural | a 1'27"   |
| 7    | Merhawi Kudus      | Dimension  | a 1'41"   |
| 8    | Sebastián Henao    | Sky        | a 2'23"   |
| 9    | Louis Meintjes     | Dimension  | a 2'33"   |
| 10   | Kenny Elissonde    | Sky        | a 2'34"   |

### Classifica a punti - Maglia verde
| Pos. | Corridore          | Squadra | Punti |
| ---- | ------------------ | ------- | ----- |
| 1    | Miguel Ángel López | Astana  | 57    |
| 2    | Iván Sosa          | Androni | 45    |
| 3    | David de la Cruz   | Sky     | 44    |
| 4    | Tao Geoghegan Hart | Sky     | 43    |
| 5    | Jon Aberasturi     | Euskadi | 36    |

### Classifica scalatori - Maglia rossa
| Pos. | Corridore          | Squadra   | Punti |
| ---- | ------------------ | --------- | ----- |
| 1    | Iván Sosa          | Androni   | 55    |
| 2    | Miguel Ángel López | Astana    | 55    |
| 3    | Pablo Torres       | Burgos-BH | 44    |
| 4    | David de la Cruz   | Sky       | 36    |
| 5    | Igor Antón         | Dimension | 24    |

### Classifica traguardi volanti - Maglia blu
| Pos. | Corridore        | Squadra      | Punti |
| ---- | ---------------- | ------------ | ----- |
| 1    | Pablo Torres     | Burgos-BH    | 22    |
| 2    | Txomin Juaristi  | Team Euskadi | 13    |
| 3    | Egoitz Fernández | Team Euskadi | 11    |
| 4    | Diego Sevilla    | Polartec     | 8     |
| 5    | Diego Rubio      | Burgos-BH    | 7     |

### Classifica giovani - Maglia bianca
| Pos. | Corridore             | Squadra      | Tempo     |
| ---- | --------------------- | ------------ | --------- |
| 1    | Iván Sosa             | Androni      | 19h00'37" |
| 2    | Miguel Eduardo Flórez | Wilier       | a 3'43"   |
| 3    | Rémy Rochas           | Delko Mar.   | a 5'13"   |
| 4    | Ibai Azurmendi        | Team Euskadi | a 7'08"   |
| 5    | Joan Bou              | Nippo        | a 7'20"   |

### Classifica a squadre
| Pos. | Squadra                         | Tempo     |
| ---- | ------------------------------- | --------- |
| 1    | Team Sky                        | 57h06'32" |
| 2    | Team Dimension Data             | a 37"     |
| 3    | Caja Rural-Seguros RGA          | a 1'59"   |
| 4    | Burgos-BH                       | a 8'43"   |
| 5    | Nippo-Vini Fantini-Europa Ovini | a 11'00"  |